# Ермоленко, Виталий Петрович
Виталий Петрович Ермоленко — российский ученый в области кормопроизводства и кормления сельскохозяйственных животных, академик РАСХН (1993), академик РАН (2013). Министр РФ (1992—1993).

## Биография
Родился 14.01.1942 г. в п. Кондратовка Горловского района Сталинской (Донецкой) области.
Окончил Донской СХИ (1964).
- 1964—1965 агроном совхоза «Кадамовский» Октябрьского района Ростовской области,
- 1965—1975 гл. агроном (1965—1969), председатель (с 1969) колхоза им. Ленина Аксайского района Ростовской области,
- 1975—1978 заместитель начальника производственного управления сельского хозяйства Ростовского облисполкома. В 1976 году защитил диссертацию на соискание ученой степени кандидата сельскохозяйственных наук.
- 1978—1992 директор Донского зонального НИИ сельского хозяйства и одновременно в 1991—1992 первый заместитель председателя правительства Ростовской области,
- 1992 генеральный директор Департамента сельского хозяйства и продовольствия Ростовской области.
- 1992—1993 директор Федерального центра земельной и агропромышленной реформы России — министр РФ Архивная копия от 24 августа 2018 на Wayback Machine,
- 1993—2008 директор Донского зонального НИИ сельского хозяйства.

Разработчик интенсивных технологий выращивания кормовых культур; технологий заготовки, хранения, переработки кормов; промышленных технологий производства продукции животноводства по зонам страны.

## Награды и звания
Доктор сельскохозяйственных наук (1991), академик РАСХН (1993), академик РАН (2013).
Заслуженный деятель науки Российской Федерации (2002). Заслуженный изобретатель РСФСР (1990). Награждён орденами Трудового Красного Знамени (1973), «Знак Почета» (1977), медалями «За доблестный труд. В ознаменование 100-летия со дня рождения Владимира Ильича Ленина» (1970), «За трудовую доблесть» (1971).
Орден «За заслуги перед Ростовской областью» (27 января 2022 года)
Изобретения отмечены 5 золотыми, серебряными и бронзовыми медалями ВДНХ и ВВЦ.

## Научные труды
Опубликовал более 200 научных трудов, в том числе 40 книг и брошюр. Получил 25 авторских свидетельств и патентов на изобретения.
Книги:
- Интенсификация производства зерна и кормов в засушливой зоне. — Зерноград, 1990. — 228 с.
- Система ведения агропромышленного производства Ростовской области (на период 1996—2000 гг.). Ч. 1 / соавт.: И. Г. Калиненко и др.; РАСХН. — Ростов н/Д, 1996. — 422 с.
- Научные основы земледелия Дона. — М.: ИК «Родник», 1999. — 175 с.
- Научные основы земледелия и растениеводства фермерских хозяйств на Дону / соавт. В. М. Бабушкин. — М.,1999. — 207 с.
- Земледелие Дона на рубеже веков. — Ростов н/Д, 2001. — 233 с.
- Орошаемое земледелие юга России / соавт.: П. Д. Шевченко, А. Н. Маслов. — Ростов н/Д, 2002. — 447 с.
- Каталог сортов тритикале России / соавт.: А. И. Грабовец и др.; Дон. зон. НИИ сел. хоз-ва. — Ростов н/Д, 2003. — 159 с.
- Сорта полевых культур / ГНУ Дон. зон. НИИ сел. хоз-ва.-Ростов н/Д,2004.- 83с.
- Система земледелия на ландшафтной основе Аксайского района Ростовской области на период 2006—2010 гг.: отчет / соавт.: А. В. Лабынцев и др.; ГНУ Дон. зон. НИИ сел. хоз-ва. — пос. Рассвет, 2006. — 78 с.
- Зональные системы земледелия Ростовской области на ландшафтной основе / соавт.: В. Н. Василенко и др.; ГНУ Дон.зон. НИИ сел.хоз-ва.- пос. Рассвет,2007.- 244с.